# Liljeholmsvägen

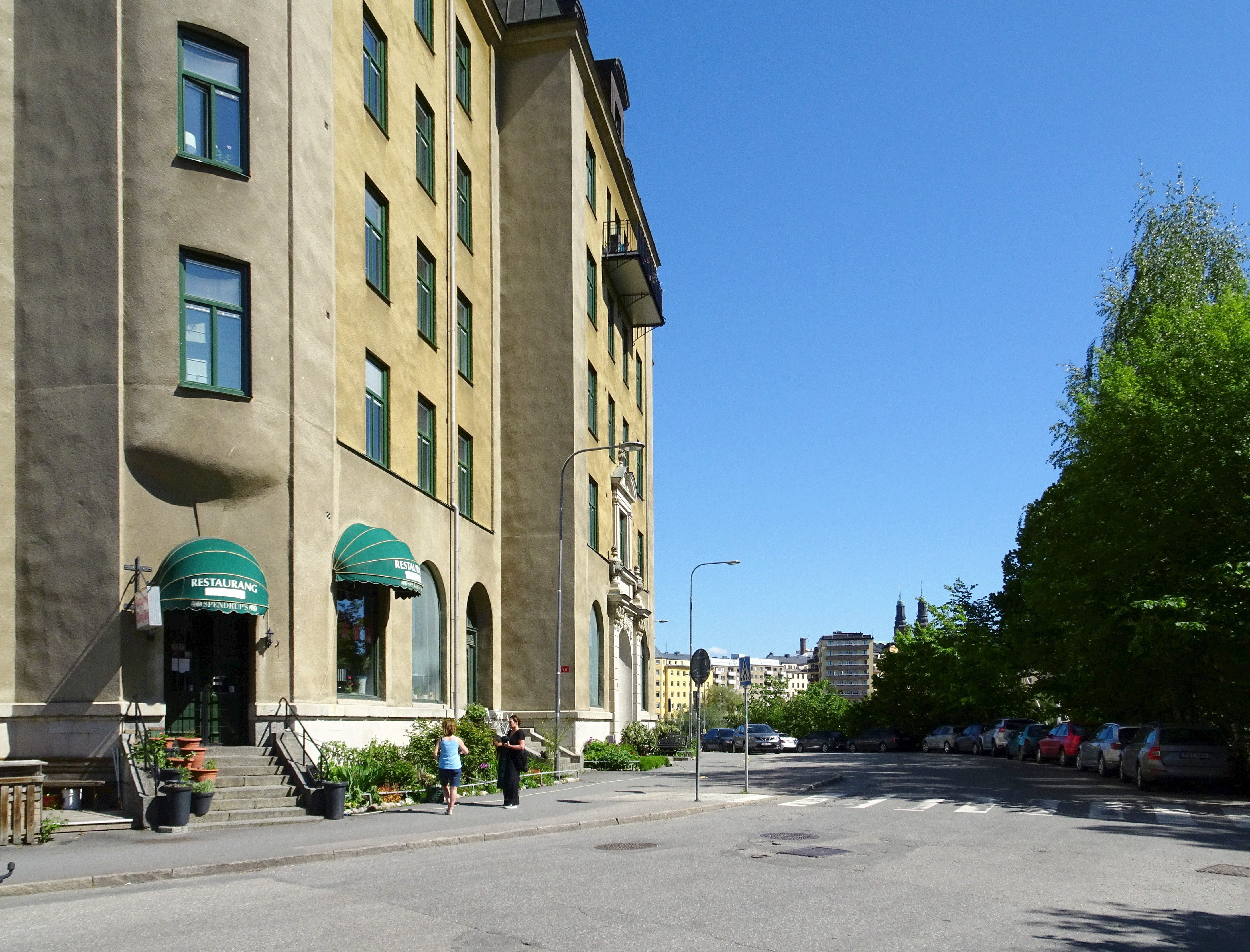
Liljeholmsvägen norrut vid före detta Liljeholmens municipalhus, 2021.

Liljeholmsvägen är en gata i stadsdelen Liljeholmen i Stockholm. Vägen sträcker sig från Liljeholmshamnen i norr, rundar Liljeholmsberget i väster och slutar vid Nybohovsbacken i söder. 

## Historik
| 1930: Södertäljevägen |  | 1940: Liljeholmsvägen |
| 1930: Södertäljevägen |  | 1940: Liljeholmsvägen |

Liljeholmsvägen utgör den nordligaste delen av den gamla landsvägen mot Södertälje som anlades redan på 1660-talet. Vid Liljeholmshamnen fortsatte den över gamla Liljeholmsbron till Södermalm, ungefär i höjd med Liljeholmsbadet. 
Vägen hade karaktär av huvudgata på Liljeholmen. Intill den fanns Stora Katrinebergs gård och Liljeholmens station där ett omfattande industriområde växte fram kring sekelskiftet 1900.  Liljeholmens municipalhus uppfördes 1904–1906 vid dåvarande Södertäljevägen (nuvarande Liljeholmsvägen 8). Lite längre söderut stod Liljeholmens folkskola, invigd år 1900. År 1915 byggdes en tillfällig bro över Liljeholmsviken som kunde bära spårvagnar. De trafikerade även en del av nuvarande Liljeholmsvägen för att fortsätta på Lövholmsvägen och Gröndalsvägen.
Känt blev även Liljeholmens värdshus som fanns här på 1600-talet och fram till slutet av 1880-talet. 1909 revs värdshusbyggnaderna för att ge plats åt en ny godsstation. Vid denna tidpunkt hade emellertid det mesta av den lantliga idyllen försvunnit.
När nuvarande Liljeholmsbron anlades i slutet av 1920-talet byggdes en provisorisk vägförbindelse upp till bron norr om Liljeholmsberget. När Södertäljevägen på 1940-talet fick sin nuvarande sträckning öster om Liljeholmsberget namnändrades den tidigare sträckningen till Liljeholmsvägen. Sedan år 2000 trafikeras Liljeholmsvägen av Tvärbanan som har sin hållplats ”Liljeholmen” vid Liljeholmstorget.

### Bilder

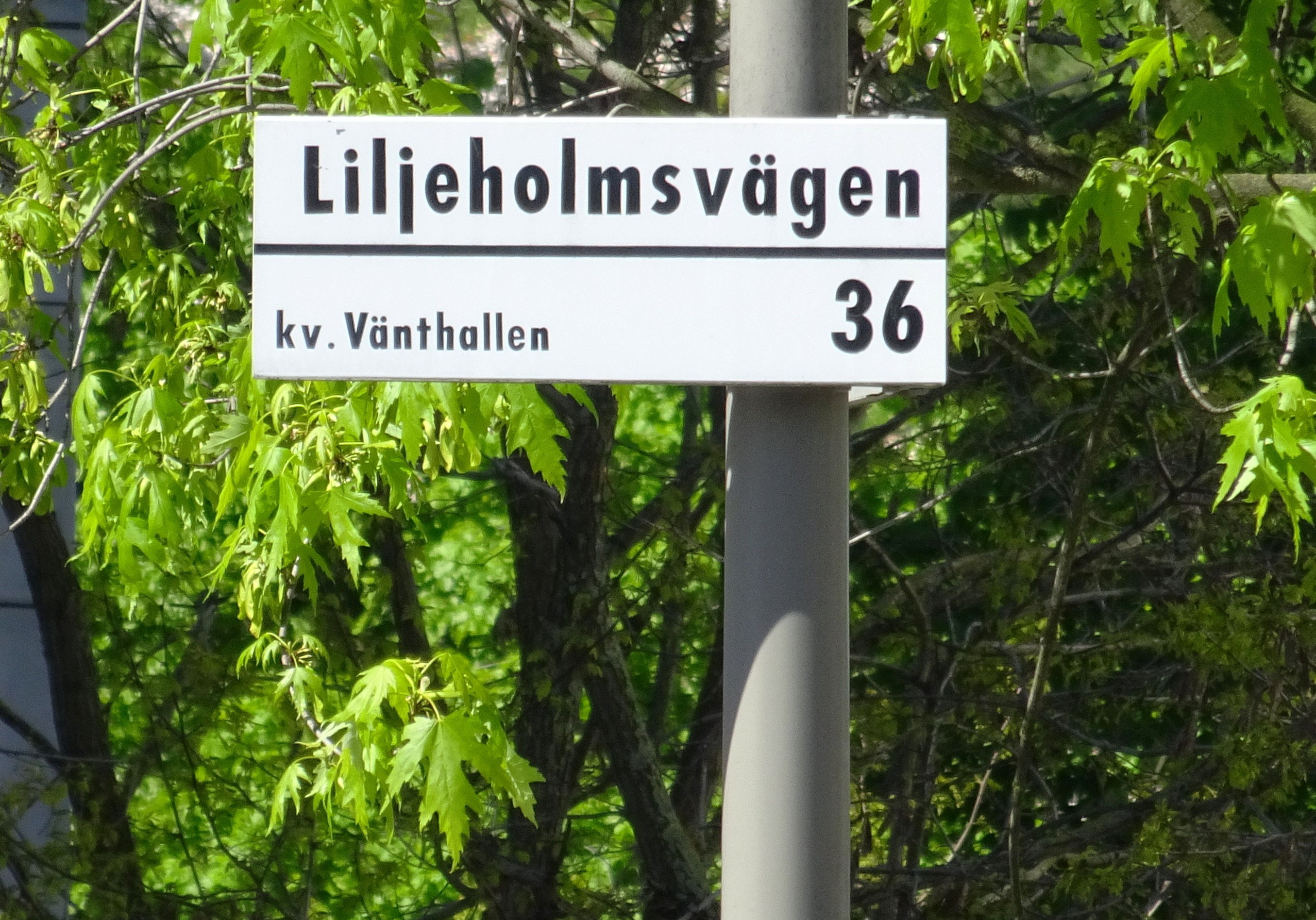
"Liljeholmsvägen"
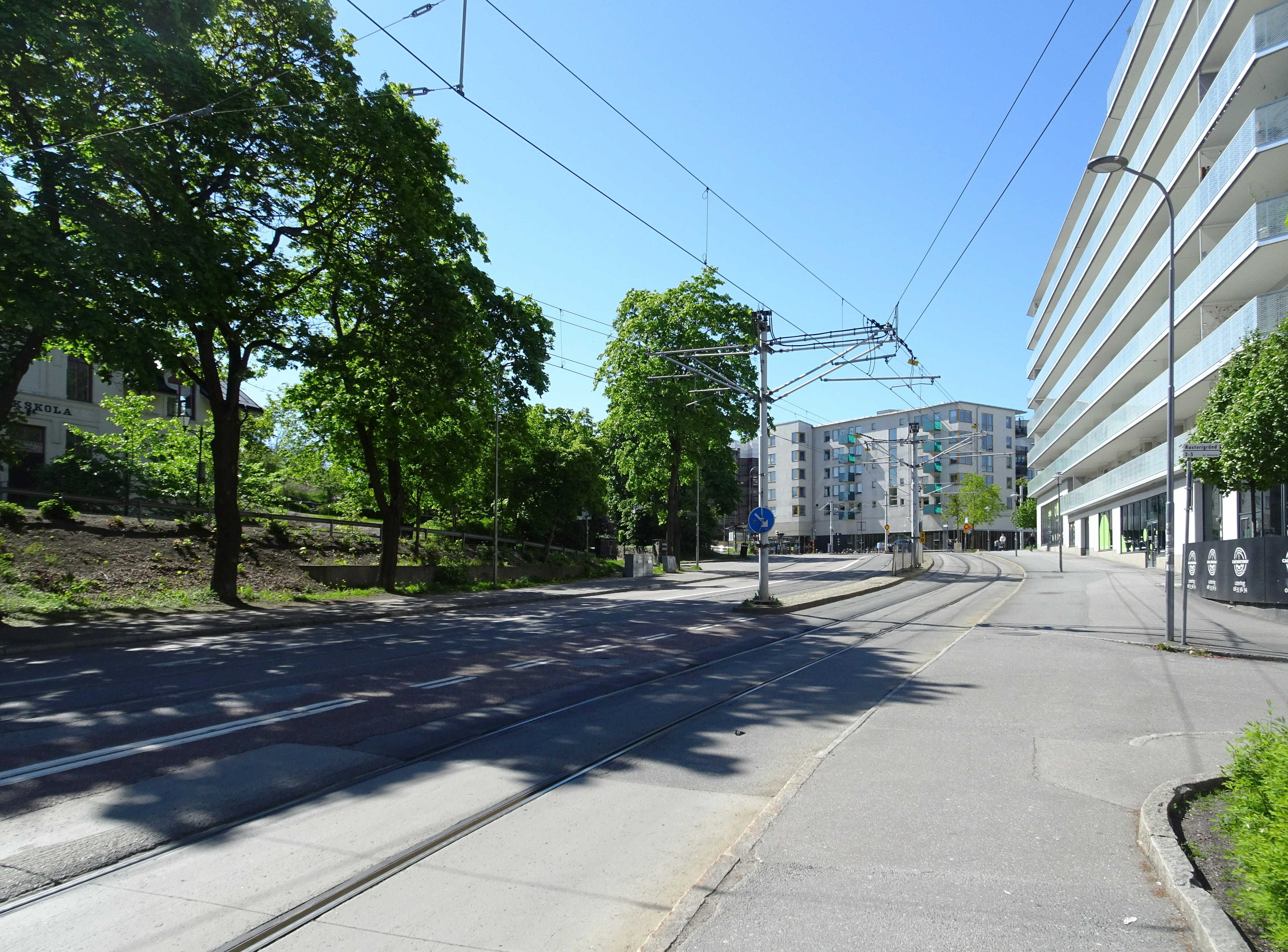
Liljeholmsvägen söderut
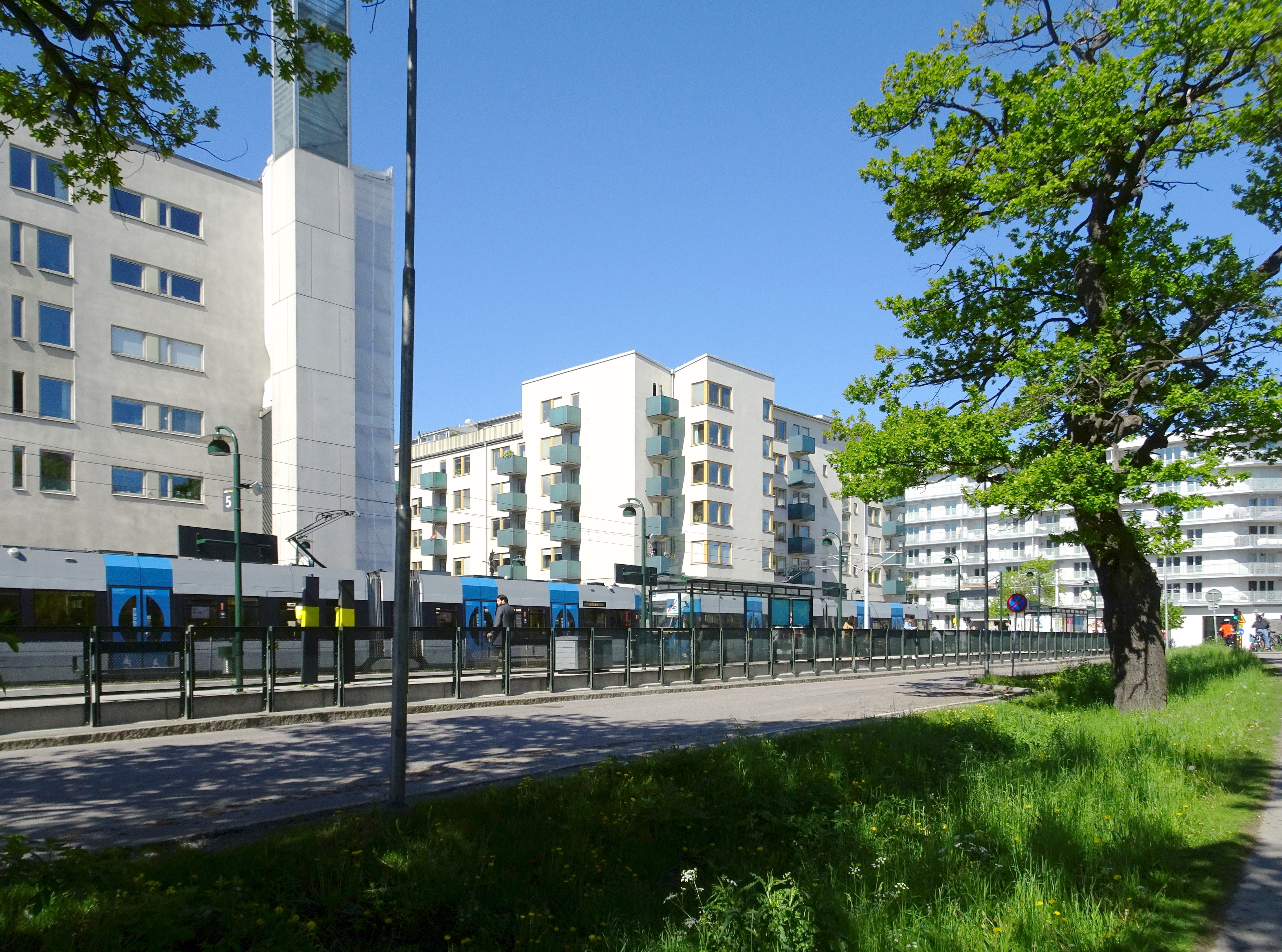
Liljeholmsvägen österut
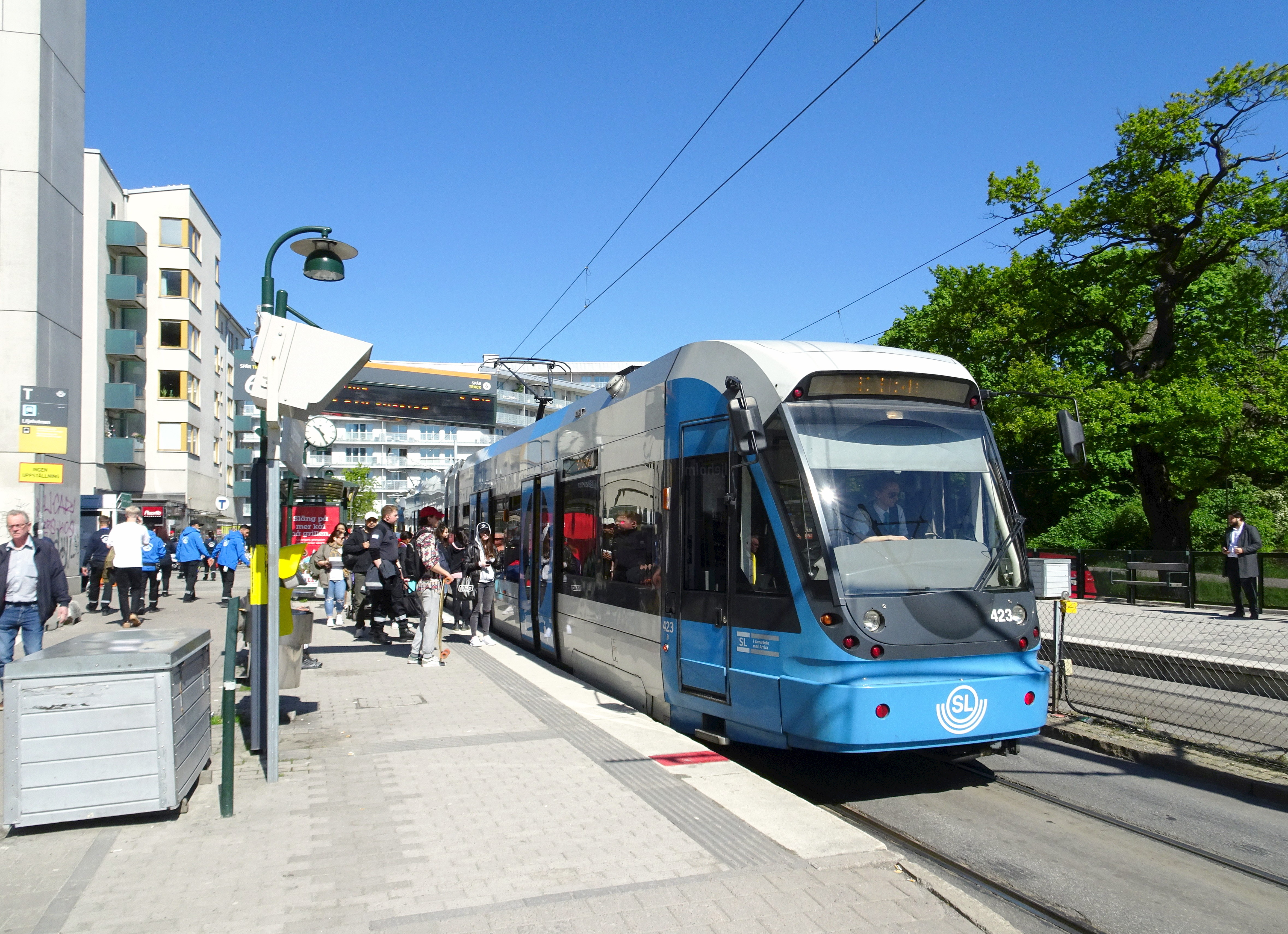
Tvärbanans hållplats "Liljeholmen".

## Byggnader vid vägen (urval)
- Liljeholmsvägen 1: Liljeholmens godsstation
- Liljeholmsvägen 8: Liljeholmens municipalhus
- Liljeholmsvägen 12: Stora Katrineberg 19
- Liljeholmsvägen 27: Liljeholmens folkskola
- Liljeholmsvägen 31: Liljeholmens församlingshus

## Intressanta kvarter vid Liljeholmsvägen
- Lilla Karineberg
- Stora Katrineberg
- Rosteriet